# Трофоний
Трофоний (на старогръцки: Τροφώνιος, Trophonios, Trophonius) в древногръцката митология е герой (Heros) с един оракул в град Ливадия (Lebadeia) в Беотия.
Той е син на царя на минийците Ергин, синът на царя на Орхомен Климен, или на Пориклимен, синът на Нелей.
Заедно с брат си Агамед строи светилището на оракула в Делфи. След седем дена двамата са намерени мъртви в леглата им.